# Conogethes tharsalea
Conogethes tharsalea is een vlinder uit de familie van de grasmotten (Crambidae), uit de onderfamilie van de Spilomelinae. De wetenschappelijke naam van deze soort is voor het eerst voorgesteld als Notarcha tharsalea door Edward Meyrick in een publicatie uit 1887.
De spanwijdte bedraagt ongeveer 3 centimeter.

## Verspreiding
De soort komt voor in Australië.

## Waardplanten
De rups leeft op Urena lobata (Malvaceae).